# Руско Попхристов
Руско Попхристов Гавраилов е български политик, бивш кмет на Русе.

## Биография
Роден е в семейството на свещеник. Баща му искал да стане поп, за да наследи епархията след смъртта му и затова го изпраща да следва семинария. Скоро обаче е изключен от там и се записва в класическия отдел на русенската мъжка гимназия. След нейното завършване през 1907 г. постъпва в Юридическия факултет на Софийския университет. Поради материални затруднения е принуден да прекъсне следването си. Работи няколко години и едва през 1914 г. го завършва. Завръща се в Русе и се отдава на адвокатска практика. Включва се активно и в политическия живот на града като привърженик на тесните социалисти.

## Първи кметски мандат
Избран е за втори кмет на Русенската комуна след внезапната смърт на Ростислав Блъсков на 24 март 1921 г. Той продължава да се опитва да прилага в практическата дейност на общината програмните принципи на БКП (т.с.). Той отпуска на бедните бежански семейства общински парцели за застрояване на жилища. Много усилия хвърля за осигуряване прехраната на гражданството. Той издава заповед за нормиране цените и качеството на хляба, предвижда се и реквизиране на фурни при неспазване на нормите.
След поредица от задкулисни интриги опозиционното малцинство успява да предизвика разпускане на доминирания от комунистите общински съвет. Назначена е тричленка с председател земеделеца Александър Хаджипетров.

## Втори кметски мандат
В първите дни след 9 септември 1944 г. Руско Попхристов отново става кмет на Русе като представител на Работническата партия, замествайки на този пост на 29 септември по споразумение между Отечественофронтовските партии социалдемократа д-р Никола Ковачев. Под натиска на левичарски настроени елементи кметът извършва чистка в общината (за „фашистки прояви“, мързел и злоупотреби), но без излишни увлечения. Усилията му главно обаче са насочени към организиране на ритмичната работа на общинското управление и осигуряване на прехраната на гражданството в условията на бушуващата все още Втора световна война.
Внезапно обаче той заболява, състоянието му се оказва тежко и се налага продължително лечение. Затова на 8 февруари 1945 г. си подава оставката от кметската длъжност.
Последните години от своя живот Р. Похристов прекарва в София.